# Faranah (prefectura de Guinea)
Faranah es una prefectura de la región de Faranah de Guinea, con una población censada en marzo de 2014 de 280 170 habitantes. Está formada por las siguientes subprefecturas, que igualmente se muestran con población censada en marzo de 2014:
- Banian 36,634
- Beindou 16,630
- Faranah 77,918
- Gnaléah 14,642
- Herémakonon 13,078
- Kobikoro 13,909
- Maréla 32,646
- Passayah 19,862
- Sandéniah 17,577
- Songoyah 13,330
- Tindo 5,052
- Tiro 18,892[1]